# مشية بين شواهد القبور (فلم)
مشية بين شواهد القبور (بالإنجليزية: A Walk Among the Tombstones) هو فيلم جريمة وإثارة أمريكي 2014 من إخراج وكتابة سكوت فرانك مستوحى من رواية بنفس الاسم للكاتب لورانس بلوك. الفيلم من بطولة ليام نيسون ودان ستيفنز وبويد هولبروك وسيباستيان روش. صدر الفيلم بالشرق الأوسط في 18 سبتمبر 2014 وفي 19 سبتمبر بالولايات المتحدة.

## القصة
ماثيو سكادر (ليام نيسون) هو شرطي سابق ومحقق خاص يوظف من قبل تاجر مخدارات (دان ستيفنز) لإيجاد قاتل زوجته في مدينة نيويورك.

## الاستقبال النقدي
تلقى الفيلم مراجعات إيجابية من النقاد، حالياً حاصل على تقييم 61% بناءً على 62 مراجعة، مع متوسط تقييم 5.8/10. على ميتاكريتك حاصل على 53 من 100 بناءً على 25 مراجعة.

## وصلات خارجية
- مقالات تستعمل روابط فنية بلا صلة مع ويكي بيانات